# Могильник іспанський

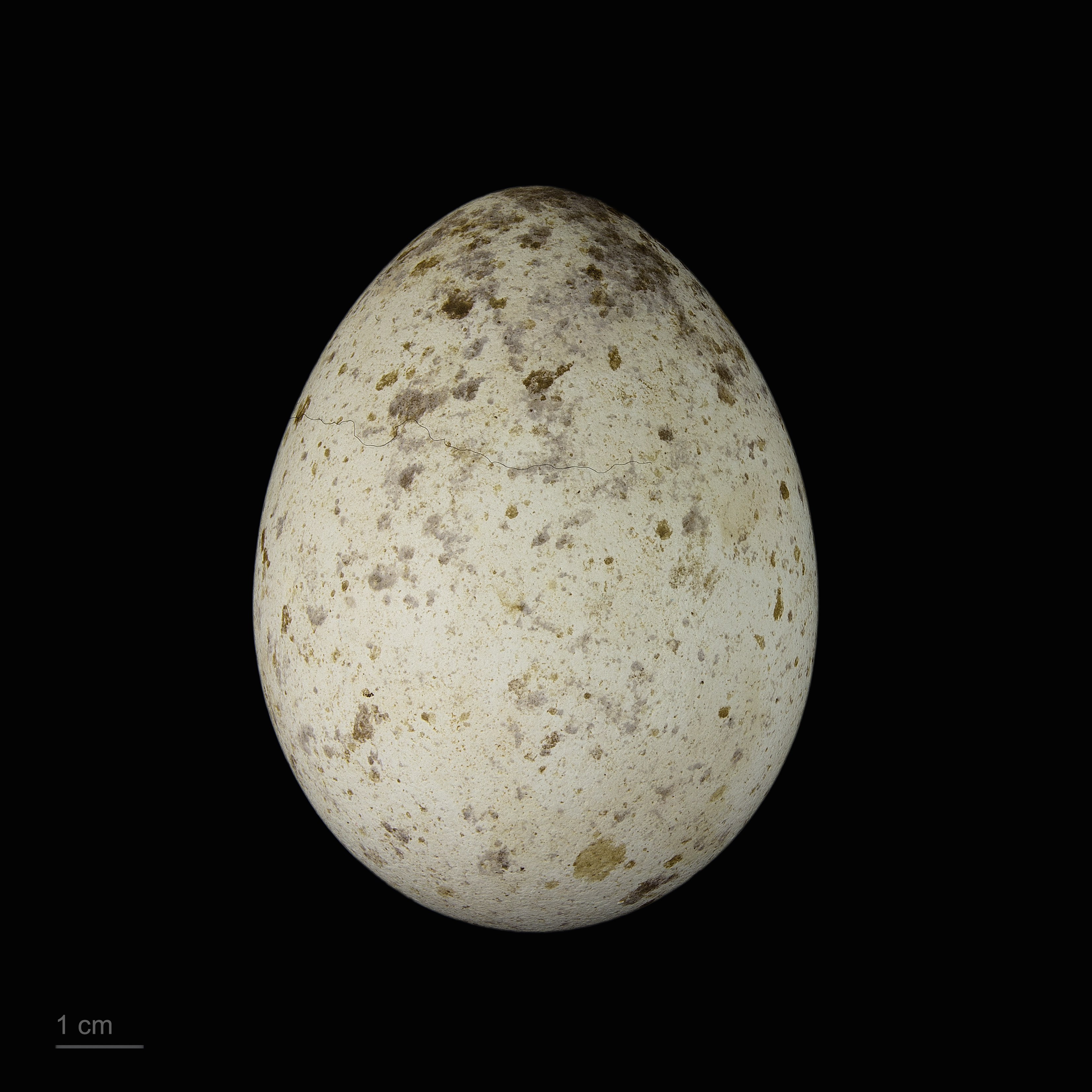
яйце Aquila adalberti - Тулузький музей

Могильник іспанський (Aquila adalberti) — хижий птах родини яструбових. Світове населення виду було оцінене в 324 гніздових пар в 2011 році, що еквівалентно 648 дорослим особинам.

## Таксономія
Раніше вважався підвидом могильника (Aquila heliaca). Сьогодні розглядається як окремий вид. Утворює надвид з A. heliaca. Найближчими родичами A. adalberti та A. heliaca є, ймовірно, Aquila nipalensis і Aquila rapax.

## Морфологічні особливості
Довжина: 78–82 см. Розмах крила: 180—210 см. Вага: 2500–3500 грамів.

## Поширення
Країни поширення: Португалія, Іспанія.

## Особливості екології
Головним чином знайдений у середземноморських лісах і на болотах, як в національному парку Доньяна. Вид також може бути знайдений на лісистих пасовищах, де живуть кролики. Гнізда влаштовує на деревах. Живиться в основному кроликами, але може полювати на багатьох інших тварин, таких як куріпок, гризунів, зайців, голубів, ворон, качок, споживають падло. Дорослі особини осілі птахи і перебувають на гніздовій території протягом усього року. Молодих птахів вони розганяють після здобуття самостійності.  Максимальний вік: понад 40 років у неволі.

## Загрози
Однією з найсерйозніших загроз є загибель від електричного струму. Ще однією серйозною проблемою є отруєння.